# イソフィトール
イソフィトール（英: Isophytol、化学式C20H40O）は香料として使用されるテルペノイドアルコールである。ビタミンEやビタミンK1の製造の中間体としても利用される。

## 合成
プロパルギルアルコールとプソイドイオノンから6段階で合成する方法が1963年に報告されている。また、アセチレンとアセトンを出発物質とする全合成も知られている。

## 利用
2002年に工業的に生産されたイソフィトールは35,000 tから40,000 tと推定されており、そのほぼ全てがビタミンEとビタミンK1の合成に使用されている。年間40t程度が消費者に届く製品に使用されており、その95%以上は香料としての用途である。香味料としての用途は年間2t以内に留まる。香水中で使用される場合、そのイソフィトール濃度は最大でも0.2% v/vである。

## 毒性
哺乳類における経口半数致死量値LD50は、5,000 mg/kg以上である。